# Randy Crawford
Randy Crawford (Macon, 1952. február 18. –) amerikai dzsessz és R&B énekesnő.
Tökéletes ötvözete a soulnak, bluesnak, funknak és jazznek.

## Pályafutása
Egy templomi kórusban fedezték fel. Édesapja tizenéves korában elvitte turnéra  az USA-ba és Európába. Szenzációt váltott ki az élő fellépéseivel különböző klubokban. Az áttörését a The Crusaders együttessel és a Sharky's Machine filmzenével érte el.
1981-ben Al Jarreau-val lépett fel a Montreux Jazz Fesztiválon. A moszkvai Kremlben 1990-ben Zucchero-val énekelt.
Az 1980-as években sikeresebb volt Európában, mint az USA-ban. Kiemelkedő ranglistás helyezéseket ért el, különösen Nagy-Britanniában.
2006-ban kiadta a Feeling Good albumot, amelyen Joe Sample kísérte. 2012-ben koncerteket adott Németországban a Joe Sample Trióval.
Az UNICEF elkötelezett nagykövete.

## Albumok
- Everything Must Change (1976)
- Miss Randy Crawford (1977)
- Raw Silk (1979)
- Now We May Begin (1980)
- Secret Combination (1981)
- Windsong (1982)
- Nightline (1983)
- Abstract Emotions (1986)
- Rich and Poor (1989)
- The Collection (1990)
- Through the Eyes of Love (1992)
- Don't Say It's Over (1993)
- Naked and True (1995)
- Every Kind of Mood: Randy, Randi, Randee (1997)
- Permanent (2001)
- Feeling Good (2006)
- No Regrets (2008)
- Live in Zagreb (2010)

## Díjak
- 2007, 2009 Grammy-díj jelölt.
- 1982: Brit Awards (Legjobb Brit Szólista)